# اپرتی دوم
بر اساس اطلاعاتی که از الواح اداری شوش به دست آمده است که سیماشکی‌ها بر اساس«سالی که در آن یا سالی که پس از آن ایبَرت ( = اپارت) پادشاه شد.» تاریخ‌گذاری شده‌اند و میان پژوهشگران درمورد پادشاه مذکور که آیا او اِپَرتی اول یا اِپِرتی دوم از پادشاهان سیماشکی بوده‌ یا سوکَل مخ اِبَرَت (=اپارت) بوده است، اختلاف نظر وجود دارد.